# Rhiniidae
Rhiniidae är en familj av tvåvingar. Rhiniidae ingår i ordningen tvåvingar, klassen egentliga insekter, fylumet leddjur och riket djur. Enligt Catalogue of Life omfattar familjen Rhiniidae 374 arter. 

## Dottertaxa till Rhiniidae, i alfabetisk ordning[1]
- Albaredaya
- Alikangiella
- Arrhinidia
- Borbororhinia
- Cameranda
- Chlororhinia
- Cosmina
- Ethioporhina
- Eurhyncomyia
- Fainia
- Idiella
- Idiellopsis
- Isomyia
- Malayomyza
- Metallea
- Metalliopsis
- Pararhynchomyia
- Perisiella
- Pseudorhyncomyia
- Rhinia
- Rhyncomya
- Stegosoma
- Stomorhina
- Strongyloneura
- Sumatria
- Thoracites
- Trichoberia
- Vanemdenia
- Villeneuviella
- Zumba